# Bògòlanfini

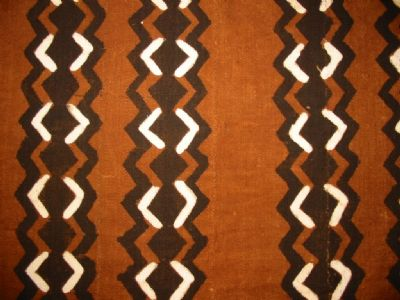
Tejido Bògòlanfini

Bògòlanfini o bogolan (que en bambara significa tela de barro), a veces llamada en otros idiomas tela teñida de barro o tela pintada de barro es una tela de algodón típica de Malí, hecha a mano y teñida tradicionalmente con barro fermentado. Tiene un lugar importante en la cultura tradicional de Malí y, más recientemente, se ha convertido en un símbolo de la identidad cultural de dicho país. La tela se exporta a todo el mundo para su uso en moda, bellas artes y decoración.

## Orígenes y etimología
La técnica del tinte está asociada con varios grupos étnicos malienses, pero la versión bamana se ha hecho más conocida fuera de Malí. En idioma bambara, la palabra bògòlanfini es una combinación de bɔgɔ, que significa "tierra" o "barro"; lan, que significa "con" o "mediante"; y fin, que significa "tela". Aunque generalmente se traduce como "tela de barro", bògòlan en realidad se refiere a arcilla engobe con un alto contenido de hierro. El hierro en la arcilla manchará de negro los textiles de algodón tejidos y hechos a mano.

## Producción

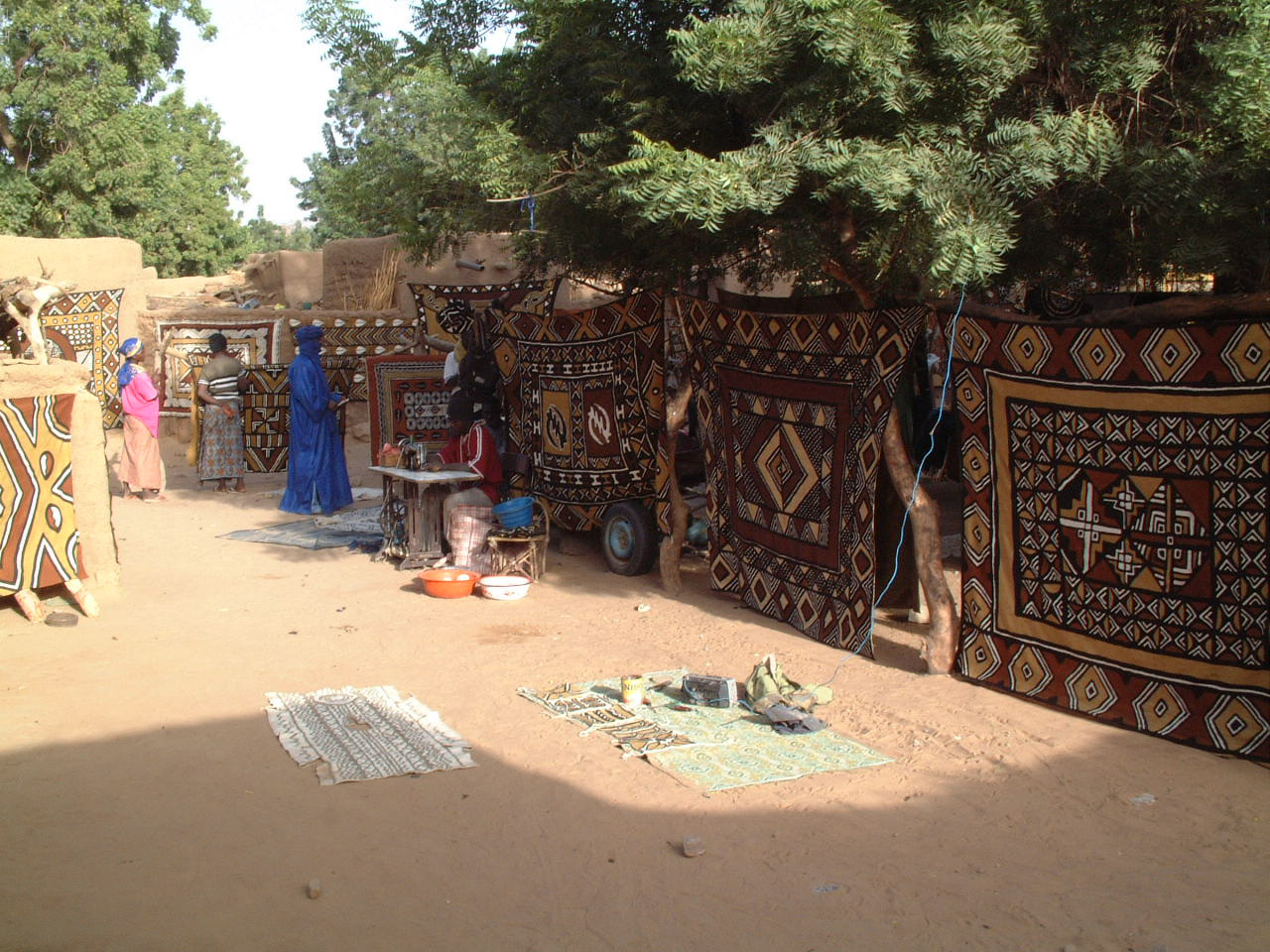
Bògòlanfini en el mercado de Enndé

El centro de producción de bògòlanfini y la fuente de telas de la más alta calidad es la ciudad de San.

### Producción tradicional
En la producción tradicional de bògòlanfini, los hombres tejen la tela y las mujeres la tiñen. En telares estrechos, tiras de tela de algodón de unos 15 centímetros de ancho se tejen y se cosen en telas de aproximadamente 1 metro de ancho y 1,5 metros de largo.
El proceso de teñido, descrito como una técnica peculiar y complicada por Donne (1973), inicia con una etapa invisible en el producto final: la tela se sumerge en un baño de tinte elaborado a partir de hojas del árbol n'gallama (Anogeissus leiocarpa) que han sido previamente trituradas y luego hervidas o remojadas. Una vez que la tela adquiere un tono amarillo, pero aún no ha perdido su color, se deja secar al sol para posteriormente ser decorada con diseños utilizando una herramienta de metal o un palo de madera. Estos diseños son aplicados con cuidado y de manera repetitiva para delinear los motivos intrincados. La pintura utilizada se elabora a partir de un barro específicamente seleccionado, recolectado de los lechos de los ríos y fermentado durante un período de hasta un año en una vasija de barro. Gracias a una reacción química entre el barro tratado y la tela teñida, el color marrón permanece en la tela una vez que el barro ha sido eliminado. Finalmente, el tinte amarillo n'gallama es eliminado de las áreas no marcadas de la tela mediante el uso de jabón o lejía, dejando la tela terminada de color blanco con marcas oscuras en las zonas donde fue pintada.
Después de un uso prolongado, el color marrón muy oscuro adquiere una variedad de ricos tonos marrones, mientras que la parte inferior sin pintar de la tela conserva un color bermejo pálido.

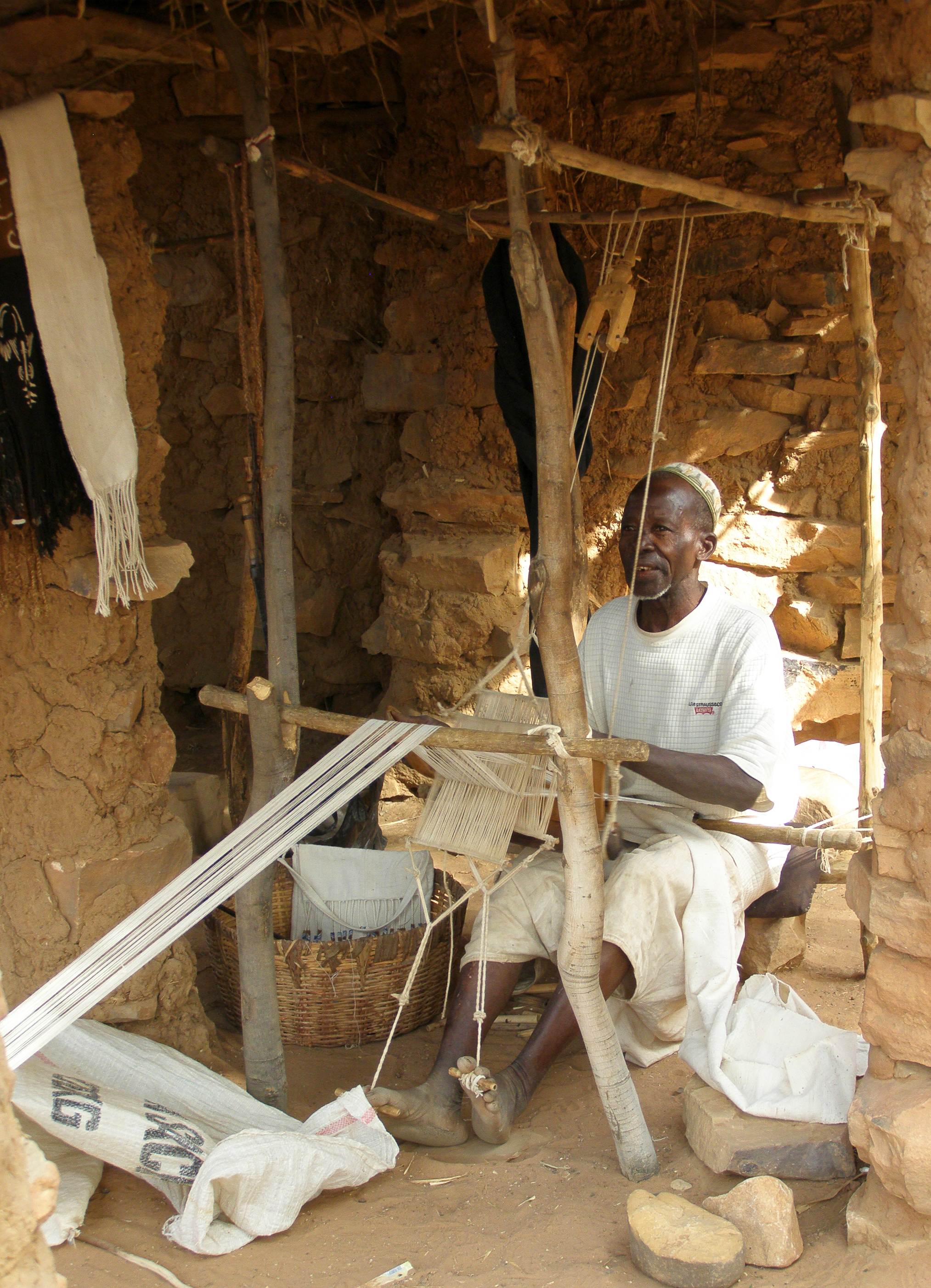
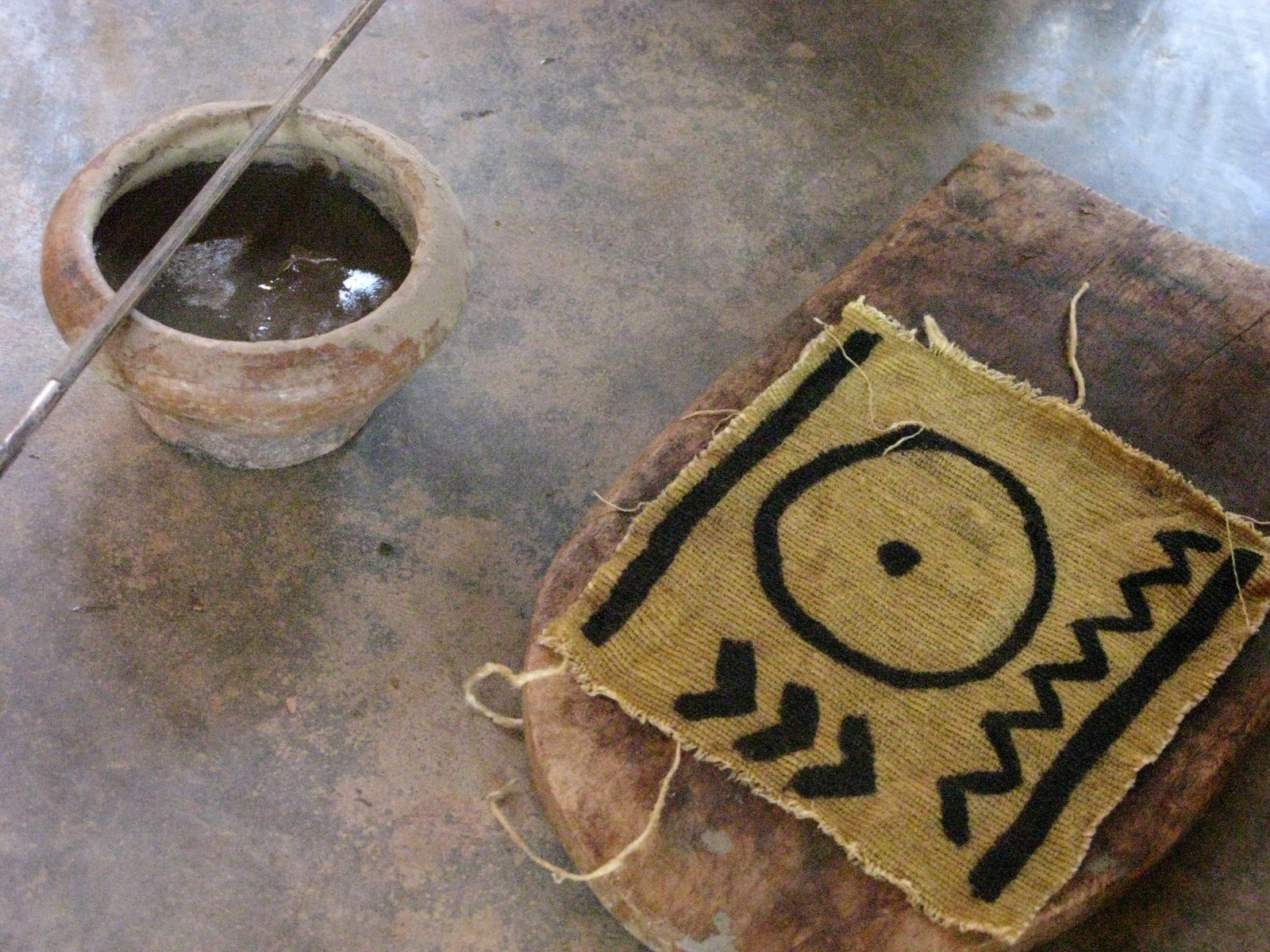
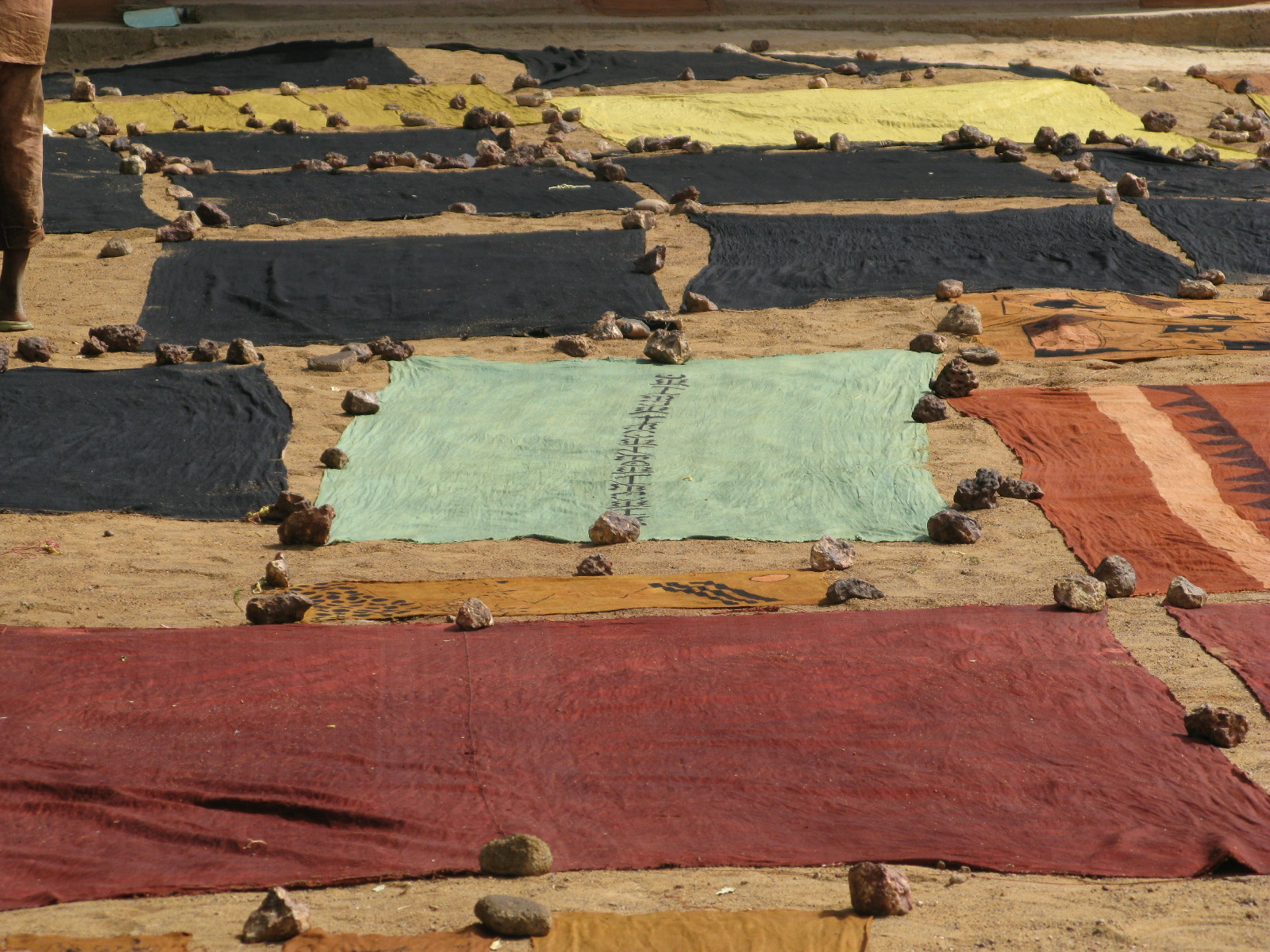
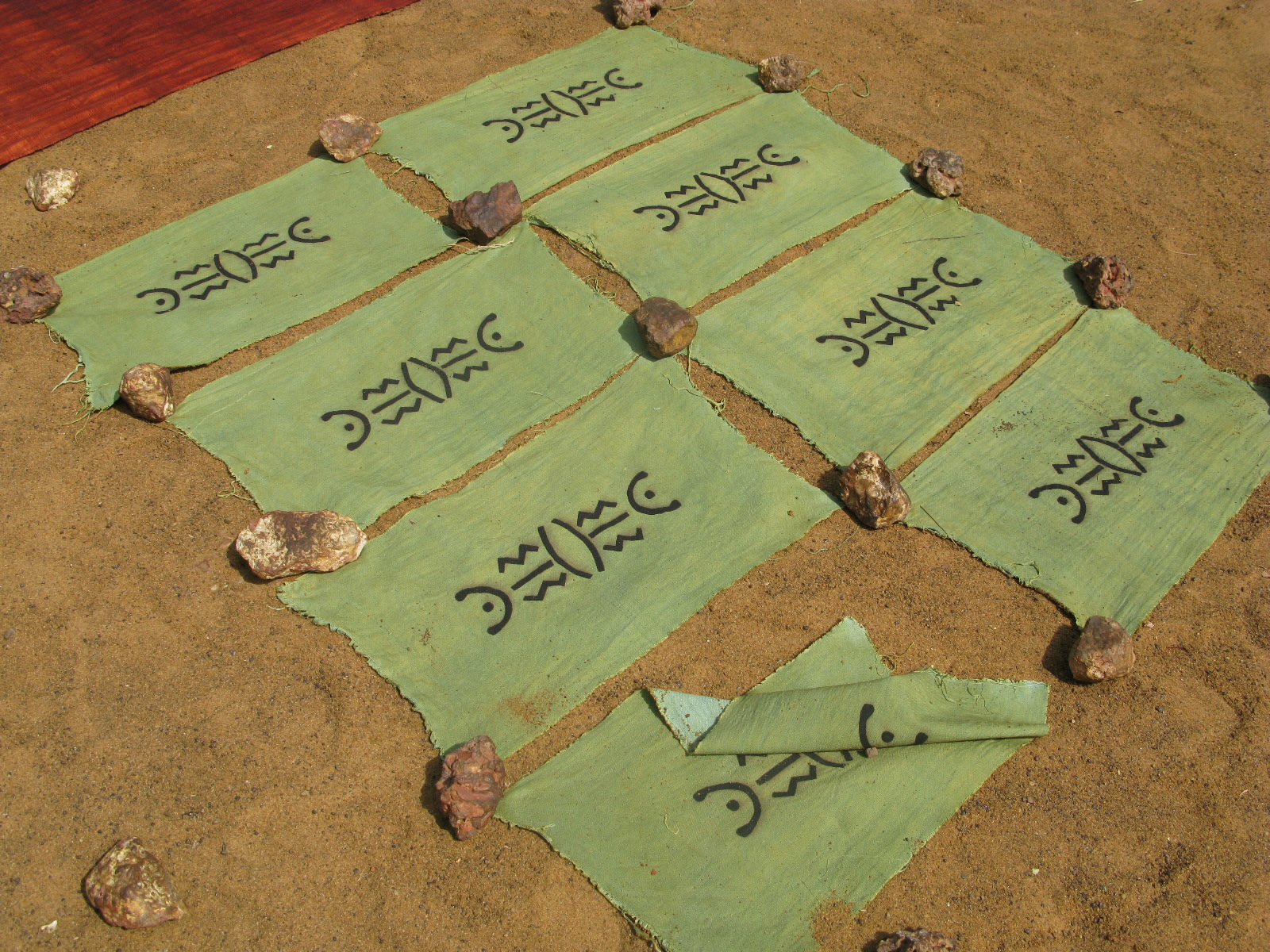

- Bogolan, Mali
- Ségou
- Ségou
- Ségou

### Variantes y producción moderna.
Alrededor de Mopti y Djenné, los artistas considerados de menor habilidad utilizan un método mucho más simple:  La tela se tiñe de amarillo en una solución de wolo, hecha de hojas de Terminalia avicennoides, y luego se pinta con diseños negros. El amarillo se elimina, produciendo un diseño austero en blanco y negro, o se pinta de un naranja intenso con una solución de la corteza de M'Peku (Lannea velutina).
Sobre la base de estas técnicas simplificadas, desde aproximadamente el año 2000 se producen en masa grandes cantidades de bògòlanfini para los mercados turísticos y de exportación. Estas telas utilizan diseños más simples, a menudo aplicados mediante plantilla, pintados en negro sobre un fondo amarillo o naranja. Con este método, la tela se puede producir entre seis y siete veces más rápido. Las reformas democráticas posteriores al derrocamiento de Moussa Traoré en 1991 provocaron que muchos jóvenes perdieran sus empleos y becas gubernamentales previamente garantizados. Esto llevó a muchos a dedicarse a la producción de bògòlanfini. En consecuencia, la mayor parte de la tela ahora es producida por hombres y no por mujeres, y los tradicionales aprendizajes de un año han sido reemplazados por sesiones de capacitación breves e informales.

## Relevancia cultural
En la cultura tradicional de Malí, los cazadores usan bògòlanfini y sirve como camuflaje, protección ritual y una insignia de estatus. Las mujeres son envueltas en bògòlanfini después de su iniciación en la edad adulta (que incluye la mutilación genital) e inmediatamente después del parto, ya que se cree que la tela tiene el poder de absorber las fuerzas peligrosas liberadas en tales circunstancias. 
Los patrones de Bògòlanfini son ricos en significado cultural y se refieren a eventos históricos (como una famosa batalla entre un guerrero maliense y los franceses), cocodrilos (importantes en la mitología Bambara) y otros objetos, conceptos mitológicos o proverbios. Aproximadamente desde 1980, Bògòlanfini se ha convertido en un símbolo de la identidad cultural de Malí y el gobierno de Malí lo promueve como tal.

## Usos
Bògòlanfini se ha convertido en una exportación popular de Malí, especialmente a Estados Unidos. Allí se comercializa como tela de barro, ya sea como símbolo de la cultura afroestadounidense, o como tela decorativa genéricamente "étnica".

### En la moda

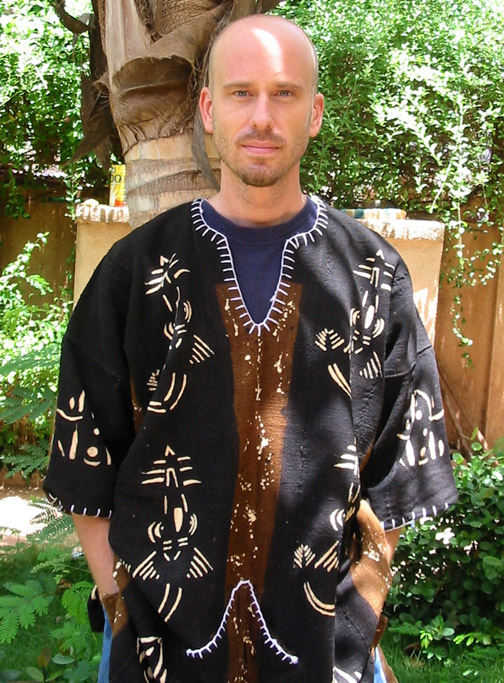
Una camisa Bogolanfini (dashiki)

En Malí, la tela es usada por personas de todas las etnias, incluso de manera prominente en el cine maliense y por músicos malienses, ya sea como expresión de identidad nacional o étnica o como declaración de moda. Particularmente popular entre los jóvenes, el bògòlanfini se fabrica en una amplia gama de prendas, incluidas minifaldas y chaquetas occidentales, así como túnicas tradicionales (boubous).
Al diseñador de moda maliense Chris Seydou se le atribuye la popularización del bògòlanfini en la moda internacional.

### En arte
Bògòlanfini también es producido como obra de arte por varios artistas malienses, en particular por el Groupe Bogolan Kasobané, seis artistas que colaboran desde 1978. Estas pinturas están realizadas con tintes vegetales y barro, pero suelen presentar diseños ajenos a los de los tejidos tradicionales; sus motivos más nuevos también se encuentran a menudo en la ropa.  Otros creadores notables incluyen a Nakunte Diarra.
Los diseños tradicionales de bògòlanfini también se utilizan en una amplia gama de productos comerciales, como tazas de café, cortinas, toallas, sábanas, cubiertas de libros y papel de regalo.